# 1492: Conquest of Paradise (album)
1492: Conquest of Paradise (1992) este un album compus de compozitorul de origine greacă Vangelis și care cuprinde coloana sonoră a filmului cu același nume. Filmul, regizat de Ridley Scott, urmărește viața și descoperirile exploratorului Cristofor Columb. Albumul s-a bucurat de mare succes și a intrat în topuri în multe țări.

## Lista de melodii
1. "Opening" (1:21)
2. "Conquest of Paradise" (4:42)
3. "Monastery of La Rabida" (3:44)
4. "City of Isabel" (2:08)
5. "Light and Shadow" (3:55)
6. "Deliverance" (3:28)
7. "West Across The Ocean Sea" (2:53)
8. "Eternity" (1:58)
9. "Hispanola" (4:57)
10. "Moxica and the Horse" (7:06)
11. "Twenty Eight Parallel" (5:16)
12. "Pinta, Niña, Santa Maria (Into Eternity)" (13:19)

Câteva piese pot fi auzite în film, dar se vede clar preferința regizorului Scott de a folosi piesa "Hispanola" pentru a da tonul filmului, și mai puțin tema pentru eroică "Conquest of Paradise".
CD-ul a fost lansat în magazine cu cele doua coperți.
S-a lansat si un EP incluzând două melodii care nu au fost incluse pe album:
1. "Conquest of Paradise"
2. "Moxica and the Horse"
3. "Line Open"
4. "Landscape"

## Instrumentația
Alături de Vangelis mai interpretează și alți artiști, chitariști flamenco, vocaliști iar printe instrumentele folosite se numără vioara, mandolina, flautul. 
Vangelis utilizează sintetizatoare, dar și instrumente clasice, coarde normale și etnice, pianul electric și harpa. În câteva piese mai calme și atmosferice (3, 7, 11, 12) sunt folosite pianul, harpa și coardele.
Aranjamentul de sunet si coordonarea a fost realizată de muzicianul francez Frederick Rousseau (cunoscut si pentru parteneriatul cu Jean Michel Jarre) care a colaborat cu Vangelis de la începutul anilor 80 până la înregistrările coloanei sonore pentru filmul Alexander.
Pentru muzica etnică, Vangelis a colaborat cu specialistul francez, Xavier Belanger, care i-a ajutat pe alți artiști celebri, inclusiv pe Jean Michel Jarre.
Un videoclip a fost turnat în Paris cu Vangelis în studioul său.

## Succesul
Atat albumul cât și EP-ul nu s-au vandut bine în 1992, dar succesul a venit trei ani mai târziu, în 1995, boxerul Henry Maske folosind tema principală când a devenit campion. În Portugalia, Partidul Socialist a folosit tema principală în campania lor electorala.
Albumul a urcat pe locul 1 la vânzări în câteva țări. A primit discul de aur și platină în peste 17 țări, inclusiv Belgia, Franța, Olanda, Italia, Portugalia, Spania, Austria, Elveția, Marea Britanie și Canada. Albumul a devenit cel mai bine vândut în istoria topurilor germane iar Vangelis a câștigat premiul "Echo" pentru cel mai bun artist în 1995 și "Leul de Aur" pentru cea mai buna coloană sonoră.
Single-ul s-a vândut în 1,6 milioane de copii în Germania, devenind cel mai bine vândut din istoria acestei țări. La nivel mondial s-au înregistrat aproximativ 3 milioane de copii vândute.
În Noua Zeelandă, tema principală este folosită de câteva echipe de rugby, în special pentru echipa Crusaders, care l-a ales ca imn.
De asemenea, coloana sonoră a fost nominalizată în 1993 la Globurile de Aur.